# Tuščica
Tuščica är ett vattendrag i Bosnien och Hercegovina.   Det ligger i entiteten Federationen Bosnien och Hercegovina, i den centrala delen av landet, 60 km väster om huvudstaden Sarajevo.
Omgivningarna runt Tuščica är en mosaik av jordbruksmark och naturlig växtlighet. Runt Tuščica är det ganska tätbefolkat, med 93 invånare per kvadratkilometer.